# Donja Luka
Llukë e Ulët en albanais et Donja Luka en serbe latin (en serbe cyrillique : Доња Лука) est une localité du Kosovo située dans la commune/municipalité de Deçan/Dečani, district de Gjakovë/Đakovica (Kosovo) ou de Pejë/Peć (Serbie). Selon le recensement kosovar de 2011, elle compte 506 habitants, tous albanais.

## Démographie

### Évolution historique de la population dans la localité
| 1948 | 1953 | 1961 | 1971 | 1981 | 1991 | 2011 |
| ---- | ---- | ---- | ---- | ---- | ---- | ---- |
| 267  | 267  | 291  | 339  | 489  | 608  | 506  |

|  |